# ارکی پهک
ارکی پهک (استونیایی: Erki Pehk؛ زادهٔ ۲۳ مارس ۱۹۶۸) رهبر موسیقی و کارگردان هنری اپرا اهل استونی است.